# Wilhelm Gebhardt (Maler)
Friedrich Wilhelm Gebhardt (geboren am 30. November 1827 in Fischergasse bei Meißen; gestorben am 16. Mai 1893 in Dresden) war ein deutscher Landschaftsmaler und Zeichner.

## Leben
Gebhardt verlor früh seinen Vater und lebte mit seiner Mutter bei Verwandten in Burglehn, wo er in der Gesellschaft der Söhne Ludwig Richters aufwuchs. Die Bilder des später berühmten Malers beeinflussten Gerhardt bei der Wahl seines Berufswunsches. Er besuchte zunächst die Zeichenschule in Meißen, die Richter als Lehrer leitete und begann im Oktober 1844 ein Studium an der Dresdner Kunstakademie. In Dresden wohnte er bei der Familie von Ludwig Richter. Richter bildete Gerhardt ab 1848 in seinem Atelier zum Landschaftsmaler aus. Anschließend war Gebhardt als Zeichenlehrer an der Porzellanmanufaktur in Meißen tätig. 1866 zog er nach Dresden um und war dort seit 1874 Zeichenlehrer am Königlichen Gymnasium in Neustadt-Dresden. Einige seiner Werke kamen in den Besitz der Adelsfamilie Schönburg, für die er diese angefertigt hatte, andere gelangten in das Stadtmuseum Dresden. Gebhardt fertigte einige Aquarelle für König Johann von Sachsen und stellte einige Werke in Dresden aus. Er hatte zwei Söhne, die ebenfalls Maler wurden. Max (Friedrich Maximilian) Gebhardt, der am 13. September 1864 in Meißen geboren wurde und Konrad Gebhardt (17. Juni 1868 bis 1920).

## Werke (Auswahl)
- Panorama vom Großen Winterberge

Ölgemälde
- 1869: Das Innere einer Kirche in Küstrin
- 1874: Marienfesttag in Karlsbad
- Mehrere Landschaftsbilder

Aquarelle
- 1876: Alm in Berchtesgaden und Dorfkirche in der Mark
- 1877: An der Fontäne
- 1881: Familienzimmer in einem Schlosse des sächs. Voigtlandes